# L'exécuteur vous salue bien
Série Poubelle
La Mort en sursis
(1976) Échec au gang
(1978)
Pour plus de détails, voir Fiche technique et Distribution.
L'exécuteur vous salue bien (La banda del trucido) est un film italien réalisé par Stelvio Massi, sorti en 1977. Il s'agit de la deuxième aventure au cinéma du criminel Poubelle (Er Monezza).

## Synopsis
Lors de l'enquête sur la mort d'un policier, le commissaire Ghini (Luc Merenda) croise la route d'un ancien criminel, Sergio Er Monnezza Marazzi (Tomás Milián), devenu propriétaire d'un petit restaurant et dont les tuyaux l'amène à s'intéresser à un malfrat sicilien, Belli (Elio Zamuto (it)), qui projette notamment le braquage d'un banque.

## Fiche technique
- Titre français : L'Exécuteur vous salue bien ou Chauffés à blanc[1]
- Titre original : La banda del trucido[2]
- Réalisation : Stelvio Massi
- Assistant réalisateur : Danilo Massi (it)
- Scénario : Stelvio Massi, Elisa Briganti (it), Dardano Sacchetti et Tomás Milián pour les dialogues de son personnage
- Photographie : Franco Delli Colli (it)
- Musique : Bruno Canfora
- Montage : Mauro Bonanni (it)
- Scénographie : Carlo Leva
- Société(s) de production : Flora Film et Variety Film Production
- Pays d'origine :  Italie
- Genre : Poliziottesco
- Durée : 99 minutes
- Dates de sortie :
  - Italie : 18 mars 1977
  - France : 16 juillet 1980[1]
- Classification :
  - Italie : Interdit aux moins de 14 ans[2]

## Distribution
- Luc Merenda : Le commissaire Ghini
- Tomás Milián : Sergio Marazzi, alias Poubelle
- Elio Zamuto (it) : Belli
- Katia Christine : Carla
- Mario Brega : Le commissaire Alberti
- Sergio Mioni : Gianni
- Franco Citti : Antonio Lanza
- Domenico Di Costanzo : Romolo Tocci
- Paolo Bonetti : Osvaldo Rinaldi dit 'Froggy'
- Corrado Solari (it) : Chicà
- Franco Balducci : Nino
- Imma Piro (it) : Agnes Rinaldi
- Nicoletta Piersanti : Maria Ciacci
- Aldo Barberito (it) : Pieri, le journaliste
- Massimo Vanni (it) : Marchetti
- Salvatore Billa (it) : Minone
- Rosario Borelli : Le premier transporteur de valise
- Francesco D'Adda : Le second transporteur de valise
- Anna Maria Zamperla : La policière en sous-marin dans le bar
- Mimmo Poli : Le barman
- Alessandra Cardini (it) : l'otage

## À noter
- Il s'agit de la deuxième aventure du criminel Poubelle, après le film La Mort en sursis (Il trucido e lo sbirro) d'Umberto Lenzi en 1976, et avant le film Échec au gang (La banda del gobbo) du même réalisateur sortit en 1978. Ce personnage, imaginé par le scénariste Dardano Sacchetti et Lenzi, est incarné par l'acteur Tomás Milián.